# 圣乔治 (夏朗德省)
圣乔治（法語：Saint-Georges，法語發音：[sɛ̃ ʒɔʁʒ] ⓘ）是法国夏朗德省的一个市镇，属于孔福朗区。

## 地理
圣乔治（45°58'21"N, 0°16'14"E）面积2.25 平方千米，位于法国新阿基坦大区夏朗德省，该省份为法国西部内陆省份，北起德塞夫勒省和维埃纳省，东临上维埃纳省，东南至多尔多涅省，南至多爾多涅省，西接滨海夏朗德省。
与圣乔治接壤的市镇（或旧市镇、城区）包括：楠特伊昂瓦莱、普尔萨克、夏朗德河畔韦尔特伊。

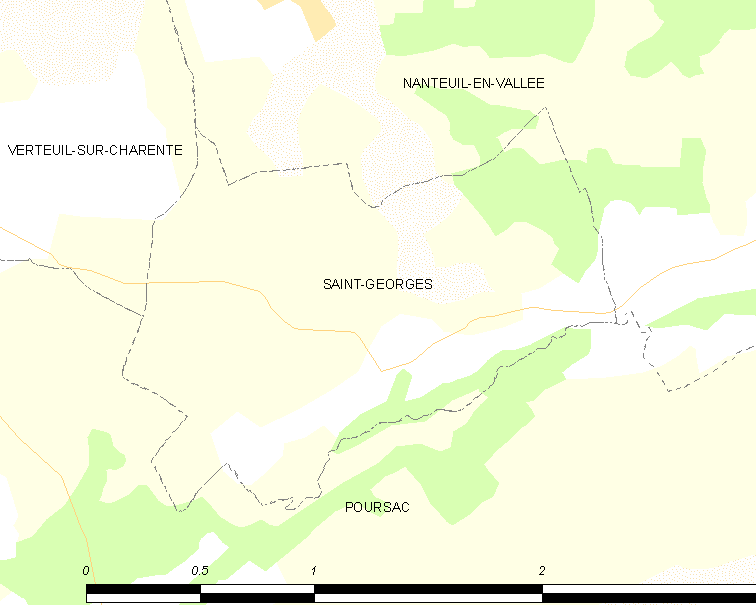
的OSM定位图

圣乔治的时区为UTC+01:00、UTC+02:00（夏令时）。

## 行政
圣乔治的邮政编码为16700，INSEE市镇编码为16321。

## 政治
圣乔治所属的省级选区为夏朗德北县。

## 人口

1962-2008年间人口变化图示

圣乔治于2022年1月1日时的人口数量为44人。